# 柴田義之
柴田 義之（しばた よしゆき、1952年7月10日 - ）は、日本の俳優。福岡県出身。劇団1980、クィーンズアベニュー所属。身長170cm。O型。

## 略歴
横浜放送映画専門学校卒。

## 人物
趣味は人間観察。
特技は三味線、太鼓、見世物口上。

## 出演

### 映画
- 太陽(てぃだ)（時期不明）
- オペレッタ狸御殿（2005年5月28日） - 小姓 役
- 天使に“アイム・ファイン”（2016年3月19日） - 大山和夫 役
- おとめ桜（2018年4月14日）
- とりつくしま（2024年3月30日）[1]

### テレビドラマ
- アタックNo.1（2005年、テレビ朝日）
- アンタッチャブル～事件記者・鳴海遼子～（2009年、テレビ朝日） - ホームレス 役
- 絶対零度～未解決事件特命捜査～（2010年、フジテレビ） - 質屋のオヤジ 役
- ハッピー・リタイアメント（2015年、テレビ朝日）
- 世にも奇妙な物語 25周年!秋の2週連続SP（2015年、フジテレビ） - 社長 役
- 百年の計、我にあり～知られざる明治産業維新リーダー伝～（2016年、TBS）
- 忠臣蔵の恋～四十八人目の忠臣～（2016年、NHK）
- キャリア～掟破りの警察署長～（2016年、フジテレビ） - 城山信夫 役
- 限界団地（2018年、フジテレビ） - 松本武雄 役
- 不発弾～ブラックマネーを操る男～（2018年、WOWOW） - 料亭の主人 役
- ぬけまいる～女三人伊勢参り～（2018年、NHK）

### ラジオドラマ
- FMシアター（NHK-FM）
  - 『聖地じゃない』（2025年6月7日）[2] - エモリ医師 役

### 舞台
- 俳優座劇場プロデュース No.121『夜の来訪者』（2024年）[3]

### 広告
- 満了ドール・フード・カンパニー（2009年）

### その他
- 旅列島（2007年、テレビ東京） - 旅人